# Impatiens angulata
Impatiens angulata är en balsaminväxtart som beskrevs av S.X.Yu, Y.L.Chen och H.N.Qin. Impatiens angulata ingår i släktet balsaminer, och familjen balsaminväxter. Inga underarter finns listade i Catalogue of Life.